# Acontia monilifera
Acontia monilifera är en fjärilsart som beskrevs av Walker 1857. Acontia monilifera ingår i släktet Acontia och familjen nattflyn. Inga underarter finns listade i Catalogue of Life.